# Dragan Čavić
Cette page contient des caractères spéciaux ou non latins. S’ils s’affichent mal (▯, ?, etc.), consultez la page d’aide Unicode.
Dragan Čavić (en serbe Драган Чавић, souvent transcrit Dragan Cavic en français) est un homme politique serbe de Bosnie né le 10 mars 1958.  Il est président de la république serbe de Bosnie du 5 octobre 2002 à 2006.